# 24 Horas de Le Mans de 1963
As 24 Hours of Le Mans de 1963 foi o 31º grande prêmio automobilístico das 24 Horas de Le Mans, tendo acontecido nos dias 15 e 16 de junho 1963 em Le Mans, França no autódromo francês, Circuit de la Sarthe.

## Ocorrências
O piloto brasileiro Christian Heins, na sexta hora da competição sofreu um acidente fatal.

## Resultados Finais

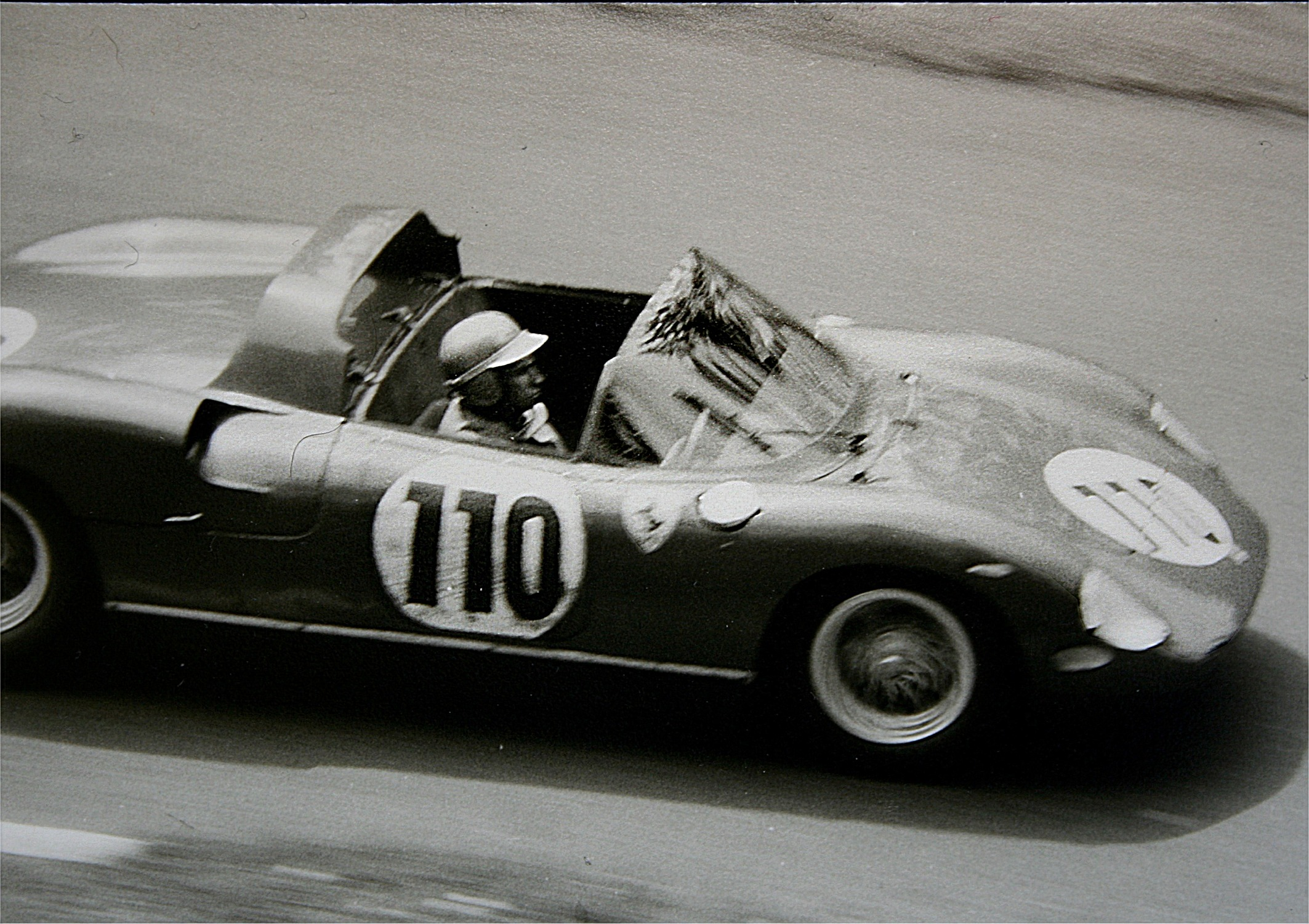
Ferrari 250P

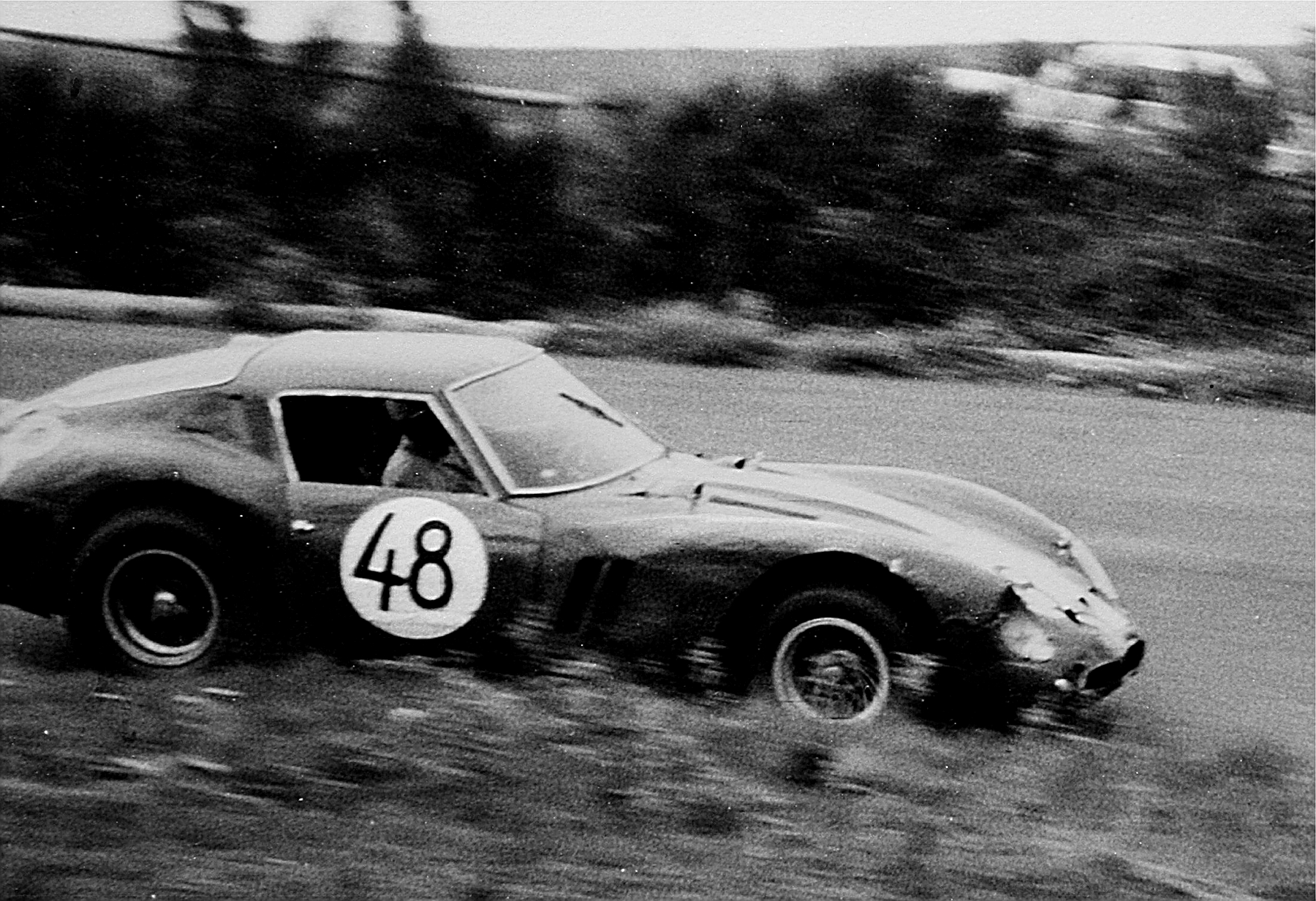
Ferrari 250 GTO

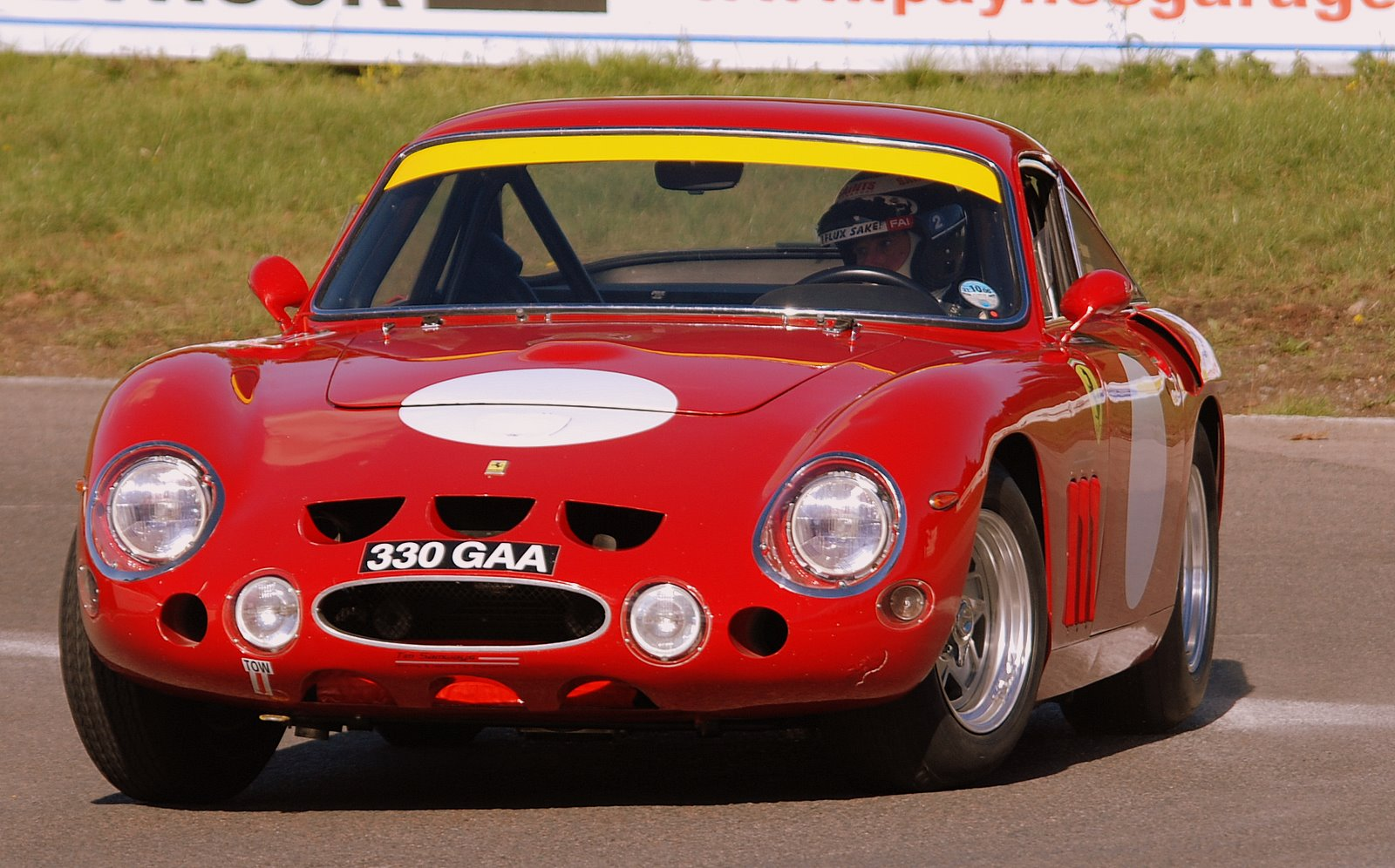
Ferrari 330 LMB

| Pos    | Class   | Nº | Equipe                             | Pilotos                                | Chassis                    | Motor                          | Voltas |
| ------ | ------- | -- | ---------------------------------- | -------------------------------------- | -------------------------- | ------------------------------ | ------ |
| 1      | P 3.0   | 21 | SpA Ferrari SEFAC                  | Lorenzo Bandini Ludovico Scarfiotti    | Ferrari 250P               | Ferrari 3.0L V12               | 339    |
| 2      | GT 3.0  | 24 | Equipe Nationale Belge             | Jean Blaton Gerhard Langlois van Ophem | Ferrari 250 GTO            | Ferrari 3.0L V12               | 323    |
| 3      | P 3.0   | 22 | SpA Ferrari SEFAC                  | Mike Parkes Umberto Maglioli           | Ferrari 250P               | Ferrari 3.0L V12               | 323    |
| 4      | GT 3.0  | 25 | Ecurie Francorchamps               | Pierre Dumay Leon Dernier              | Ferrari 250 GTO            | Ferrari 3.0L V12               | 322    |
| 5      | P +3.0  | 12 | Maranello Concessionaires Ltd.     | Jack Sears Michael Salmon              | Ferrari 330 LMB            | Ferrari 4.0L V12               | 314    |
| 6      | GT 3.0  | 26 | North American Racing Team (NART)  | Masten Gregory David Piper             | Ferrari 250 GTO LMB        | Ferrari 3.0L V12               | 312    |
| 7      | GT +3.0 | 3  | AC Cars Ltd. / W. Hurlock          | Peter Bolton Ninian Sanderson          | AC Cobra Hardtop           | Ford 4.7L V8                   | 310    |
| 8      | P 3.0   | 28 | Porsche System Engineering         | Herbert Linge Edgar Barth              | Porsche 718/8 WRS Spyder   | Porsche 2.0L Flat-8            | 300    |
| 9      | GT +3.0 | 15 | Briggs S. Cunningham               | Briggs S. Cunningham Bob Grossman      | Jaguar E-Type Lightweight  | Jaguar 3.8L I6                 | 283    |
| 10     | GT 1.3  | 39 | Team Elite                         | John Wagstaff Pat Ferguson             | Lotus Elite Mk14           | Coventry Climax 1.2L I4        | 270    |
| 11     | P 3.0   | 53 | Automobiles René Bonnet            | Jean-Pierre Beltoise Claude Bobrowski  | René Bonnet Aérodjet LM6   | Renault-Gordini 1.1L I4        | 269    |
| 12     | GT 2.0  | 31 | Alan Hutcherson                    | Alan Hutcherson Paddy Hopkirk          | MG MGB Hardtop             | MG 1.8L I4                     | 264    |
| 13 NC  | -       | 00 | Owen Racing Organisation           | Graham Hill Richie Ginther             | Rover-BRM                  | Rover 2.0L Turbine             | 310    |
| 14 NC  | P 3.0   | 41 | Automobiles René Bonnet            | Bruno Basini Robert Bouharde           | René Bonnet Aérodjet       | Renault-Gordini 1.1L I4        | 211    |
| 15 DNF | P 3.0   | 23 | SpA Ferrari SEFAC                  | John Surtees Willy Mairesse            | Ferrari 250P               | Ferrari 3.0L V12               | 252    |
| 16 DNF | P 3.0   | 50 | Société des Automobiles Alpine     | Bernard Boyer Guy Verrier              | Alpine M63                 | Renault-Gordini 1.0L I4        | 227    |
| 17 DNF | GT 1.6  | 32 | Sunbeam Talbot                     | Jackie Lewis Keith Ballisat            | Sunbeam Alpine             | Sunbeam 1.6L I4                | 200    |
| 18 DNF | GT 1.3  | 38 | Team Elite                         | Frank Gardner John Coundley            | Lotus Elite Mk14           | Coventry Climax 1.2L I4        | 167    |
| 19 DNF | GT 1.6  | 34 | Scuderia St. Ambroeus              | Giancarlo Sala Romolo Rossi            | Alfa Romeo Giulietta SZ    | Alfa Romeo 1.6L I4             | 165    |
| 20 DNF | P +3.0  | 6  | Lola Cars Ltd.                     | Richard Attwood David Hobbs            | Lola Mk6 GT                | Ford 4.6L V8                   | 151    |
| 21 DNF | P +3.0  | 7  | David Brown / Aston Martin Lagonda | William Kimberley Jo Schlesser         | Aston Martin DP214         | Aston Martin 3.7L I6           | 139    |
| 22 DNF | P +3.0  | 11 | North American Racing Team (NART)  | Dan Gurney Jim Hall                    | Ferrari 330 LMB            | Ferrari 4.0L V12               | 126    |
| 23 DNF | GT +3.0 | 4  | Ed Hugus                           | Ed Hugus Peter Jopp                    | AC Cobra Coupe             | Ford 4.7L V8                   | 127    |
| 24 DNF | GT 2.0  | 30 | Porsche System Engineering         | Heinz Schiller Ben Pon                 | Porsche 356B 2000GS GT     | Porsche 2.0L Flat-4            | 115    |
| 25 DNF | P +3.0  | 10 | North American Racing Team (NART)  | Pedro Rodríguez Roger Penske           | Ferrari 330 TRI/LM         | Ferrari 4.0L V12               | 113    |
| 26 DNF | P 3.0   | 44 | Lawrence Tune Engineering          | Chris Lawrence Chris Spender           | Deep Sanderson 301         | BMC 1.0L I4                    | 110    |
| 27 DNF | P 3.0   | 27 | Porsche System Engineering         | Jo Bonnier Tony Maggs                  | Porsche 718/8 GTR Coupe    | Porsche 2.0L Flat-8            | 109    |
| 28 DNF | GT 3.0  | 20 | SpA Ferrari SEFAC                  | Fernand Tavano Carlo Maria Abate       | Ferrari 250 GTO            | Ferrari 3.0L V12               | 105    |
| 29 DNF | P 3.0   | 58 | Jean-Georges Branche               | Jean-Georges Branche Claude Dubois     | Fiat-Abarth 850TC          | Fiat 0.8L I4                   | 96     |
| 30 DNF | P 3.0   | 42 | Donald Healey Motor Company        | Sir John Whitmore Bob Olthoff          | Austin-Healey Sprite 1100  | BMC 1.1L I4                    | 94     |
| 31 DNF | GT 2.0  | 29 | Porsche System Engineering         | Gerhard Koch Carel Godin de Beaufort   | Porsche 356B 2000GS GT     | Porsche 2.0L Flat-4            | 94     |
| 32 DNF | GT 1.6  | 33 | Sunbeam Talbot                     | Peter Harper Peter Procter             | Sunbeam Alpine             | Sunbeam 1.6L I4                | 93     |
| 33 DNF | P +3.0  | 9  | Pierre Noblet                      | Pierre Noblet Jean Guichet             | Ferrari 330 LMB            | Ferrari 4.0L V12               | 75     |
| 34 DNF | GT 1.6  | 35 | Scuderia St. Ambroeus              | Giampiero Biscaldi Sergio Pedretti     | Alfa Romeo Giulietta SZ    | Alfa Romeo 1.6L I4             | 70     |
| 35 DNF | GT +3.0 | 19 | Jean Kerguen                       | Jean Kerguen Jacques Dewes             | Aston Martin DB4 GT Zagato | Aston Martin 3.8L I6           | 69     |
| 36 DNF | P 3.0   | 49 | Société des Automobiles Alpine     | René Richard Piero Frescobaldi         | Alpine M63                 | Renault-Gordini 1.0L I4        | 63     |
| 37 DNF | GT +3.0 | 8  | David Brown / Aston Martin Lagonda | Innes Ireland Bruce McLaren            | Aston Martin DP214         | Aston Martin 3.7L I6           | 59     |
| 38 DNF | P 3.0   | 48 | Société des Automobiles Alpine     | José Rosinski Christian Heins          | Alpine M63                 | Renault-Gordini 1.0L I4        | 50     |
| 39 DNF | P 3.0   | 52 | Urbain Fabre                       | Jean-Pierre Manzon Jean Rolland        | René Bonnet Aérodjet LM6   | Renault-Gordini 1.0L I4        | 47     |
| 40 DNF | P +3.0  | 2  | Maserati France / Johnny Simone    | André Simon Lloyd Casner               | Maserati Tipo 151/3        | Maserati 4.9L V8               | 40     |
| 41 DNF | GT +3.0 | 16 | Briggs S. Cunningham               | Paul Richards Roy Salvadori            | Jaguar E-Type Lightweight  | Jaguar 3.8L I6                 | 40     |
| 42 DNF | P +3.0  | 17 | Peter J. Sargent                   | Peter Sargent Peter Lumsden            | Lister Coupe               | Jaguar 3.8L I6                 | 29     |
| 43 DNF | P +3.0  | 18 | David Brown / Aston Martin Lagonda | Phil Hill Lucien Bianchi               | Aston Martin DP215         | Aston Martin 4.0L I6           | 29     |
| 44 DNF | P 3.0   | 54 | Automobiles René Bonnet            | Gérard Leureau Jean Vinatier           | René Bonnet RB5            | Renault 0.7L I4                | 25     |
| 45 DNF | GT +3.0 | 14 | Briggs S. Cunningham               | Walt Hansgen Augie Pabst               | Jaguar E-Type Lightweight  | Jaguar 3.8L I6                 | 8      |
| 46 DNF | GT 1.6  | 36 | Scuderia Filipinetti               | Karl Foitek Armand Schäfer             | Alfa Romeo Giulietta GZ    | Alfa Romeo 1.6L I4             | 7      |
| 47 DNF | P 3.0   | 51 | Automobiles René Bonnet            | Roger Masson Pierre Monneret           | René Bonnet Aérodjet LM6   | Renault-Gordini 1.0L i4        | 4      |
| 48 DNF | P 3.0   | 55 | "Sarayac"                          | Guy Flayac Lucien Barthe               | Fiat-Abarth 1000SP         | Fiat 1.0L I4                   | 3      |
| 49 DNF | P 3.0   | 56 | Auto Union GmbH                    | Alain Bertaut André Guilhaudin         | CD 3                       | DKW-Manztel 0.7L I3 (2-Stroke) | 1      |

Legenda :DNQ = Não largou - DNF = Abandono - NC = Não classificado - DSQ= Desqualificado